# Luperina unimaculata
Luperina unimaculata là một loài bướm đêm trong họ Noctuidae.